# Kento Sakuyama
Kento Sakuyama ( ( 作山 憲斗?, Sakuyama Kento); Nagano, 3 luglio 1990) è un ex saltatore con gli sci giapponese.

## Biografia
Sakuyama, attivo in gare FIS dal marzo del 2007, ha esordito in Coppa Continentale il 1º dicembre dello stesso anno a Pragelato (42º) e in Coppa del Mondo il 15 gennaio 2009 a Oberstdorf (9º).
Ha ottenuto il primo podio in Coppa Continentale il 22 gennaio 2012 a Sapporo (2º); nel 2016 ha esordito ai Mondiali di volo, classificandosi 31º nella rassegna iridata di Tauplitz, e ha ottenuto il primo podio in Coppa del Mondo, il 6 febbraio nella gara a squadre di Oslo Holmenkollen (3º). L'anno dopo ai Mondiali di Lahti 2017, suo esordio iridato, si è classificato 40º nel trampolino normale

## Palmarès

### Coppa del Mondo
- Miglior piazzamento in classifica generale: 47º nel 2016
- 2 podi (a squadre):
  - 2 terzi posti

#### Summer Grand Prix
- Vincitore della classifica generale nel 2015

### Coppa Continentale
- Miglior piazzamento in classifica generale: 36º nel 2012
- 1 podio:
  - 1 secondo posto